# الملك إدريس عاهل ليبيا حياته وعصره (كتاب)
الملك ادريس عاهل ليبيا حياته وعصره يعد هذا الكتاب  من أهم المصادر عن حياة الملك محمد ادريس السنوسي، نقل عنه جميع من تناول سيرة الملك ادريس منذ صدوره سنة 1989، كونه الكتاب الوحيد الذي رافق مؤلفه «إريك آرمر فوللي دي كاندول» الملك ادريس في مراحل هامة من حياته السياسية منذ أن كان يشغل منصب المقيم المفوض لحكومة صاحبة الجلالة البريطانية في برقة {{وإو|عر=List_of_colonial_governors_of_Cyrenaica]|تر=List_of_colonial_governors_of_Cyrenaica]|لغ=en|نص=أثناء فترة الإدارة العسكرية البريطانية للإقليم عقب انتهاء [[الحرب العالمية الثانية}}]] بانتصار قوات الحلفاء وطرد إيطاليا عن البلاد، ثم خلال مرحلة المساعي السياسية والدبلوماسية لنيل الاستقلال الذي أنجز في 24 ديسمبر 1951. وبعد ذلك طوال فترة حكم الملك ادريس حتى أطيح به بالانقلاب العسكري الذي قاده الملازم أول معمر القذافي في 1 سبتمبر 1969. وقد استمرت الصداقة المتينة بين الرجلين حتى وفاة الملك ادريس في 25 مايو 1983. فصار هذا الكتاب بمثابة ترجمة لحياة الملك في كثير من أجزاءه جعلت منه مصدرا أولياً للمعلومات عن حياة الملك الخاصة والعامة على مدى أكثر من 4 عقود تنقل فيها من كونه أميراً لبرقة إلى ملك المملكة الليبية المتحدة ثم إلى لاجئ في مصر. ولعل أهم ملحقات المؤلف كانت الرسالة المؤثرة التي أرسلتها له الملكة فاطمة بتاريخ 13 سبتمبر 1969 تصف فيها كيفية استقبالهم لخبر الانقلاب، والظروف التي عانوا منها في تلك الفترة، وتكفل الحكومة التركية بدفع مصاريف إقامتهم بالفندق ثم نقلهم إلى اليونان وإقامتهم المؤقتة بمدينة كامينا فورلا حتى رحيلهم كلاجئين إلى مصر.

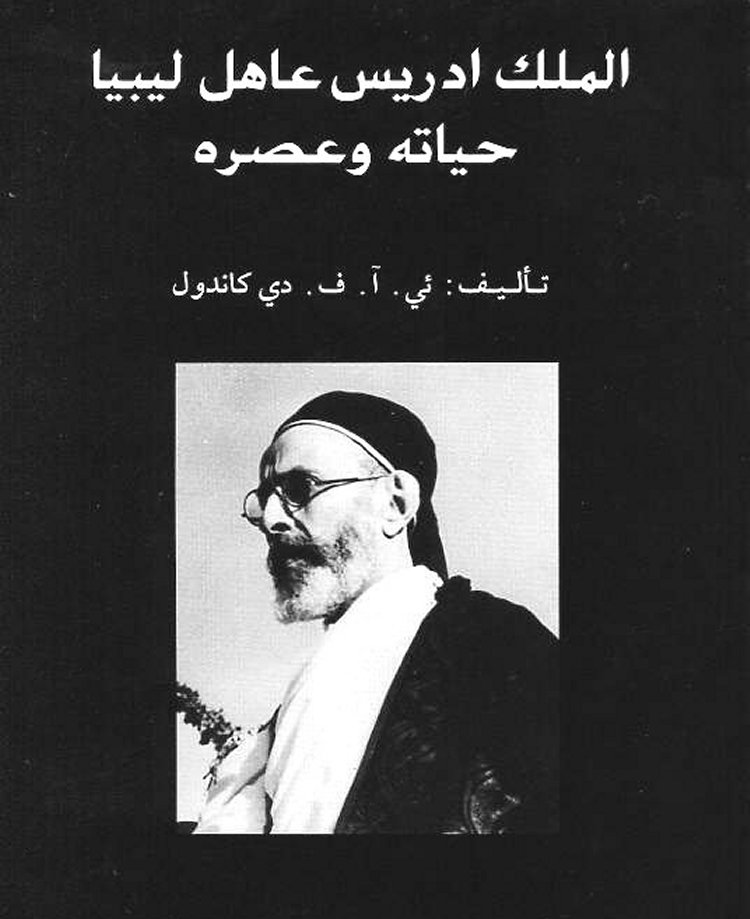
الغلاف الأمامي لكتاب الملك ادريس عاهل ليبيا: حياته وعصره

ومن المفارقات العجيبة أنه بالرغم من خصوصية هذا الكتاب وأهميته، وندرة المادة التاريخية الموثقة عن الملك ادريس إلا أن مؤلفه عجز عن إيجاد دار نشر تتكفل بطباعته ونشره وتوزيعه، فاضطر إلى نشره سنة 1988 في طبعة خاصة قوامها 250 نسخة على نفقته كوفاء لصديقه الملك ادريس وزوجته الملكة فاطمة. وقد جاء في إهداء تلك الطبعة: «يهدى هذا الكتاب إلى السيدة فاطمة ادريس سليلة البيت العربي المجيد التي أمضت أكثر من خمسين عاماً زوجة مخلصة وفيّة لمحمد ادريس ملك ليبيا».
ولم ير هذا الكتاب النور إلا بتدخل رئيس الاتحاد الدستوري الليبي الشيخ محمد بن غلبون الذي توصل إلى اتفاق مع المؤلف لنشره باللغتين العربية والإنجليزية بعد إثراءه بهوامش وملحقات وصور مع التزام بعدم المساس بمتن الكتاب في طبعة خاصة  على نفقته لتوزيعها مجانا على المواطنين الليبيين وكهدايا على المكتبات العالمية  ومراكز البحوث للتصدي لحملات الطمس والتشويه التي تعرض لها الملك ادريس من قبل إعلام الانقلاب. فقام بترجمته إلى اللغة العربية عضو الاتحاد الدستوري الأستاذ محمد حسين القزيري  وصدرت الطبعة الأولى منه باللغتين العربية والإنجليزية سنة 1989. 
ولعل أهم الملحقات التي أضافها الناشر كانت نسخة مطبوعة من رسالة تنازل الملك ادريس عن العرش لصالح ابن أخيه ولي العهد الحسن الرضا السنوسي التي وجهها لمجلس الأمة الليبية والمؤرخة 4 أغسطس 1969، والتي كانت قبل ذلك مجرد إشاعة غير موثقة. ثم صدرت الطبعة الثانية في 1990 بمزيد من الصور أضيفت للصورتين التي نشرها المؤلف ليصبح عدد الصور في الطبعة الثانية 21 صورة.
وبلا شك فإن الاضطرار لنشر الكتاب في طبعات خاصة كان بسبب خوف دور النشر من استثارة سخط النظام الليبي الذي ظل يحرص على تشويه صورة الملك ادريس وطمس دوره الكبير في تاريخ ليبيا وكانت لجانه الثورية تمارس القتل والتفجير عبر القارات فلم تنجُ من «فرق الاغتيالات» التي كان يبعثها النظام خارج ليبيا حتى محلات بيع الصحف المعارضة  له في لندن وغيرها من العواصم العالمية في 11 مارس 1984.